# Homeworld: Deserts of Kharak
Homeworld: Deserts of Kharak est un jeu vidéo de stratégie en temps réel édité par Gearbox Software et développé par Blackbird Interactive, sorti en 2016 sur Windows et Mac.
D'abord développé en tant que jeu indépendant sous le nom de Hardware: Shipbreakers, il a ensuite été intégré à la saga Homeworld par Gearbox Software, après l'acquisition des droits de la licence par ces derniers.

## Accueil
| Homeworld: Deserts of Kharak |      |       |
| Média                        | Pays | Notes |
| Gamekult                     | FR   | 7/10  |
| GameSpot                     | US   | 9/10  |
| PC Gamer US                  | US   | 90 %  |